# Pieter van Gunst
Pieter van Gunst, född 1659, död 1731, var en nederländsk kopparstickare.
Gunst var verksam i Amsterdam, anslöt sig till Pierre Drevets stil och utförde förutom ett par serier över mytologiska och historiska motiv ett stort antal karaktärsfyllda porträtt, bland annat helfigursbilder efter Anthonis van Dyck.